# Avions Farman
Les avions Farman est une société de construction aéronautique fondée en 1908 par trois frères Dick Farman, Henri Farman et Maurice Farman, pionniers parmi les pilotes français devenus constructeurs. L'entreprise est nationalisée en 1936 au sein de la Société nationale des constructions aéronautiques du Centre (SNCAC) mais continue sous différentes entités à produire des avions jusqu'en 1956.

## Historique
La société des Avions Farman a conçu et fabriqué plus de 200 types d'avions de 1908 à 1941. En 1909, une école d'aviation équipée d'avions Farman ouvre à Chartres, sur le futur terrain de la base aérienne 122 Chartres-Champhol. Beaucoup d'autres écoles utilisent ces avions.  En 1911, les frères Farman installent une usine à Boulogne-Billancourt. En 1924, ils créent la Société générale des transports aériens, qui sera une des compagnies qui formeront Air France en 1933.
Au début des années 1930 la société était installée notamment sur l'aérodrome de Châteaufort près de Toussus-le-Noble. En 1936, la société est nationalisée et intégrée dans la SNCAC. Les Farman conservant un bureau d'études, la société est recréée de 1941 à 1944, sous le nom Société anonyme des usines Farman (SAUF) avant d'être de nouveau nationalisée et intégrée dans la SNCASO. Entre-temps, l'ancienne usine Farman de Boulogne est en partie détruite par un bombardement américain en 1943. L'usine est par la suite absorbée par la SNECMA en 1946.
En 1952, Marcel Farman refonde la SAUF à Toussus-le-Noble. En 1956, le dernier avion le Farman Monitor, version française de Stampe & Renard SR-7 est construit. La même année la société est dissoute.
Après divers rachats et renommages, la Société mécanique générale et de tôlerie localisée à Tours, un équipementier aéronautique, à l'origine une filiale de la SAUF, reprend le nom de Farman Industries en 2006, Farman Systems en 2008 puis Farman en 2013.

## Listes des aéronefs
- Voisin-Farman I (1907)
- Farman III (1909)
- Farman IV[4]
- Farman MF.7 Longhorn (1913)
- Farman MF.11 Shorthorn (1912)
- Farman F.20 (en) (1913)
- Farman F.30 (en) - prototype de chasseur

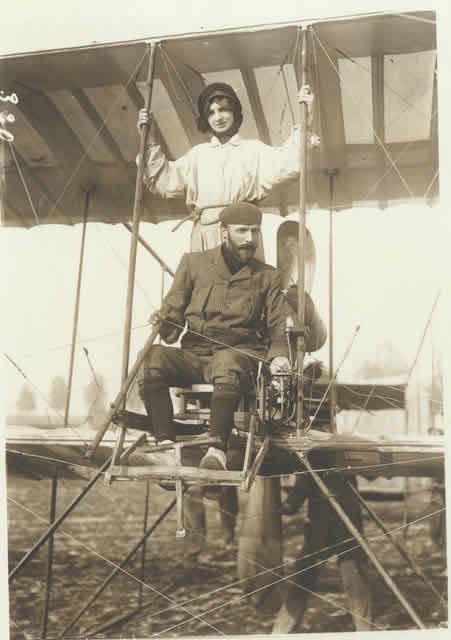
Henry Farman aux commandes d'un de ses avions en 1913.

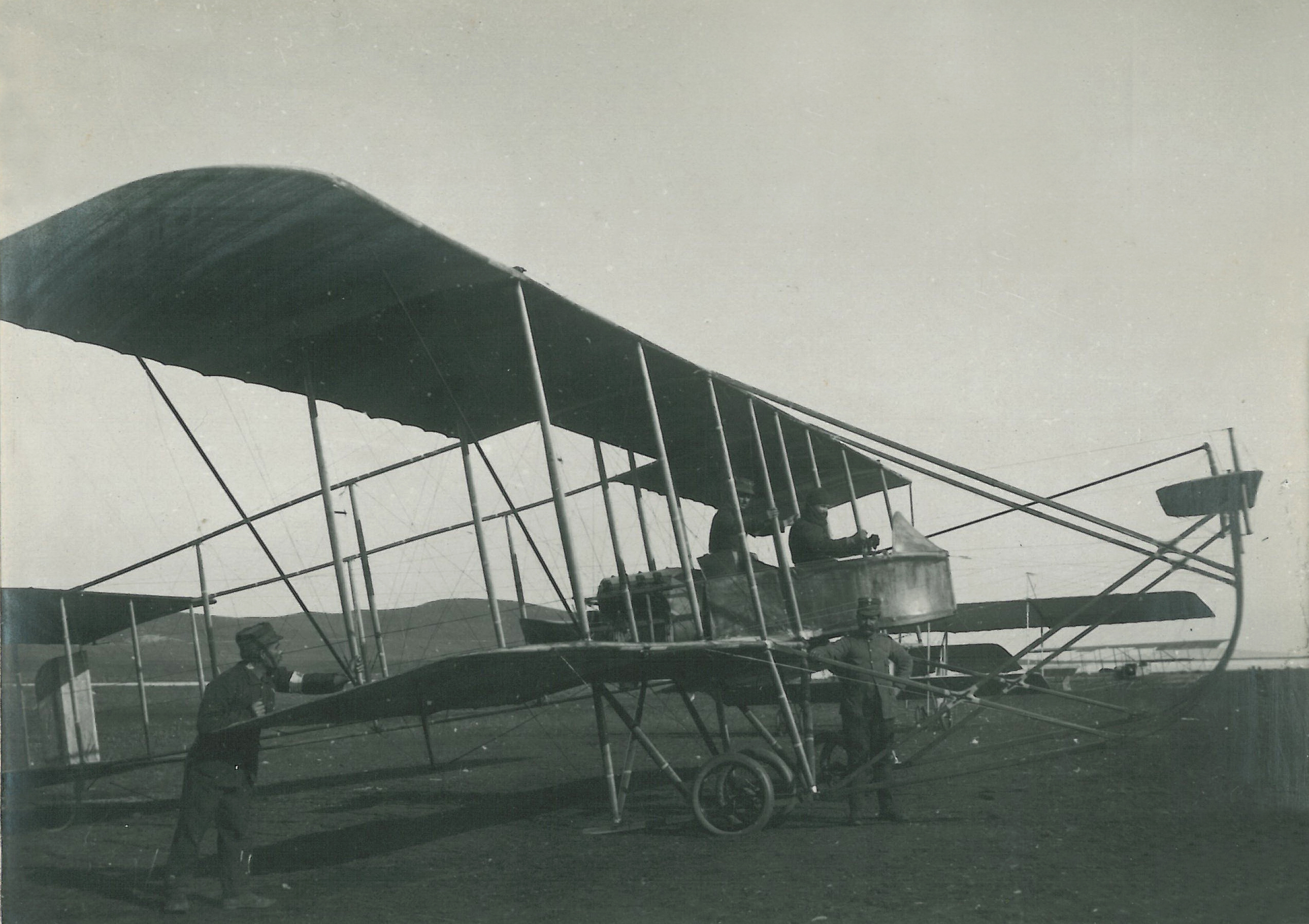
Biplan MF.7 Longhorn, au Préveza en 1912.

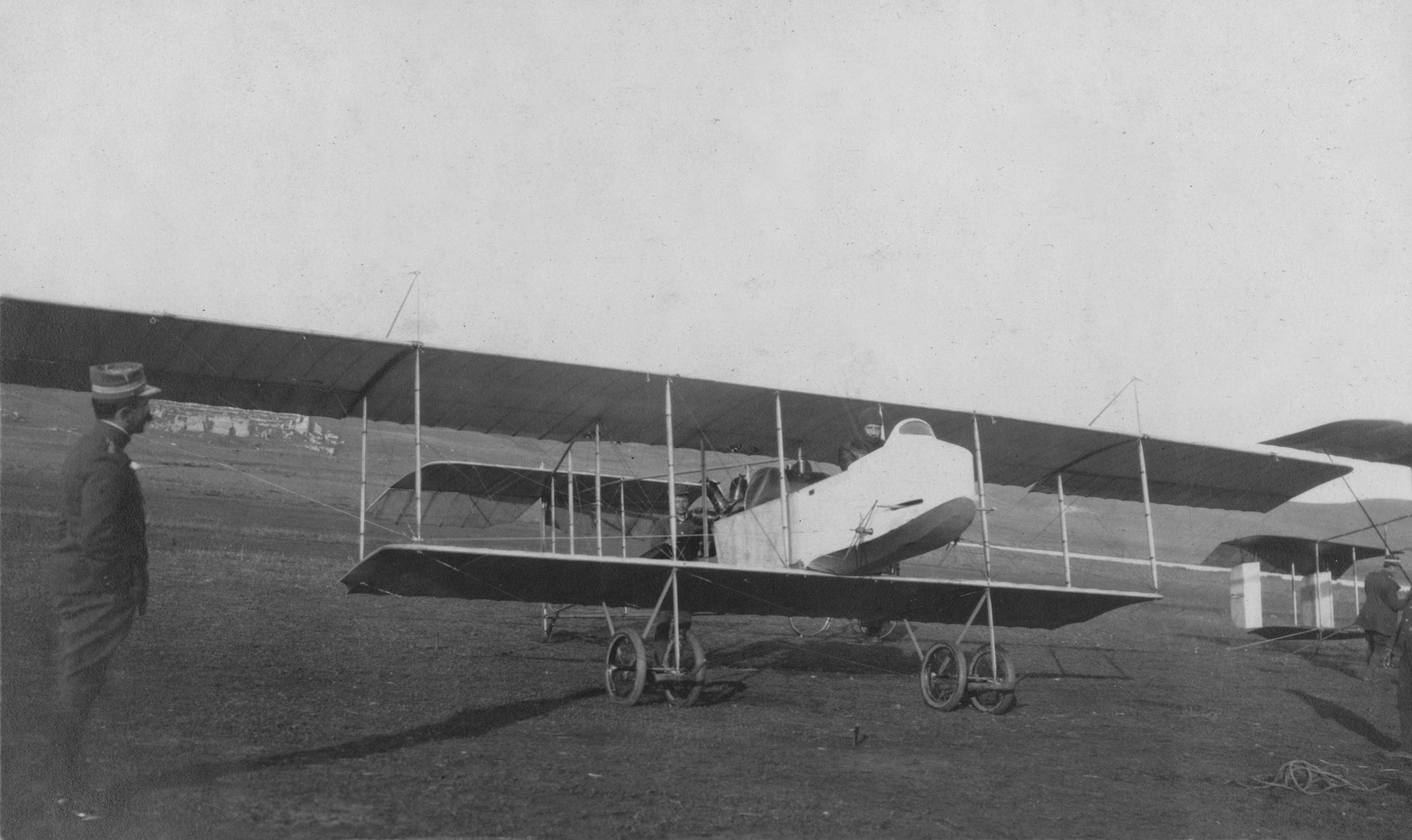
Biplan HF.20, au Nicopolis en 1912.

F.20 des forces aériennes suisses pendant la Première Guerre mondiale.

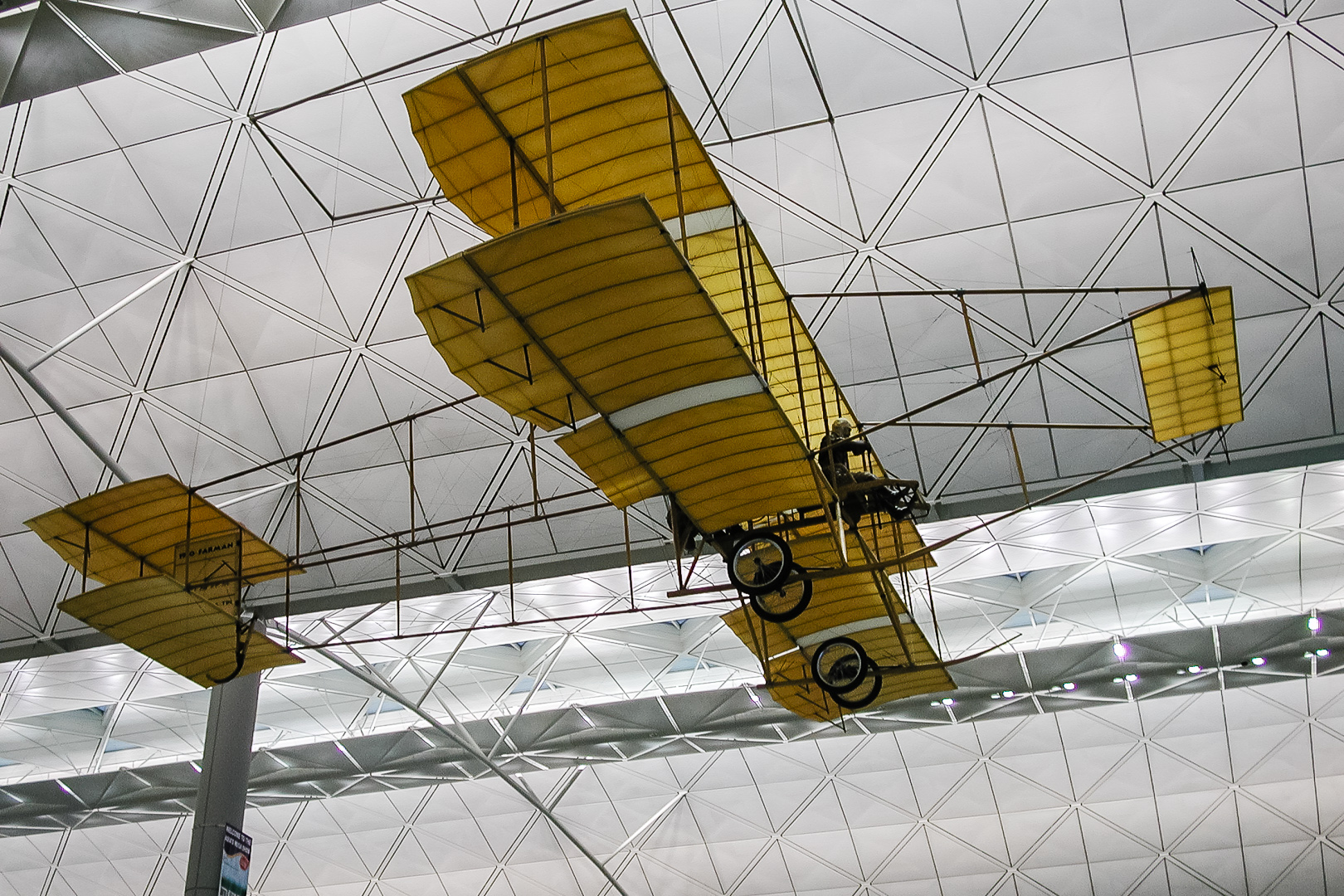
Réplique de Farman IV dans l'aérogare de Hong-Kong.

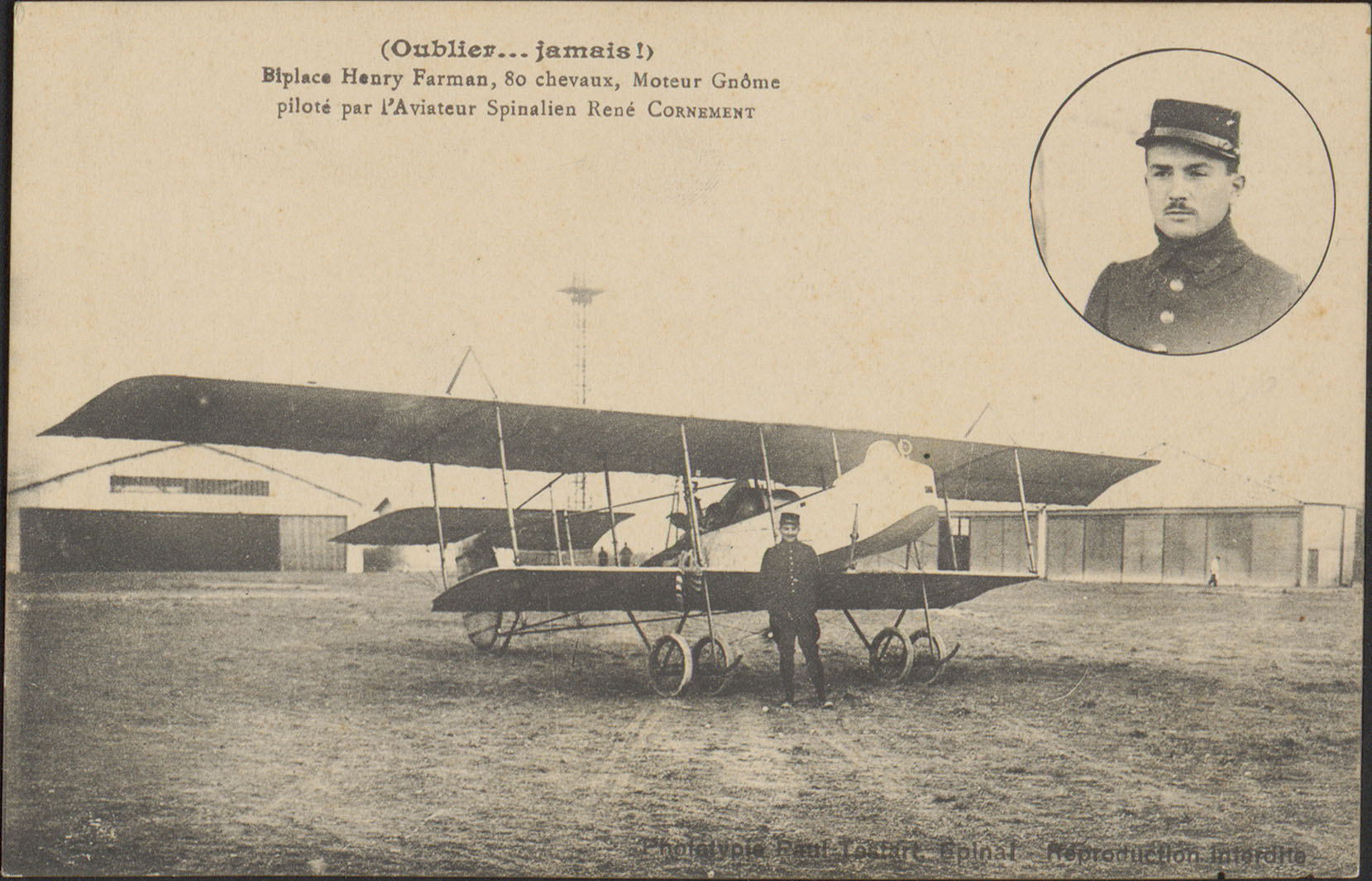
Biplace Henri Farman, 80 chevaux, moteur Gnôme, piloté par l'aviateur spinalien René Cornemont.

- Farman F.31 - prototype de chasseur (1918)
- Farman F.37 - avion de reconnaissance (1914)
- Farman F.40 - avion de reconnaissance (1916)
- Farman F.50 - bombardier biplan (1918)
- Farman F.50 - hydravion (1920)
- Farman F.51 - hydravion de reconnaissance maritime (1922)
- Farman F.60 - avion de ligne/bombardier (1919)
- Farman F.60 Torp - version hydravion (1920)
- Farman F.70 (en) - monomoteur de transport passager (6 personnes) (1920)
- Farman F.80 (en) - avion d'entraînement (1921)
- Farman F.121 Jabiru (en) - quadrimoteur commercial (1923)
- Farman F.140 Super Goliath bombardier (1924)
- Farman F.166 - hydravion bombardier (1928)
- Farman F.167 - hydravion bombardier (1928)
- Farman F.168 - hydravion bombardier (1928)
- Farman F.170 Jabiru (en) - monomoteur commercial (1925)
- Farman F.190
- Farman F.200 avion civil utilitaire dérivé du Farman F.190
  - F.200 - version à moteur Salmson 9AC
  - F.201 - version à moteur Hispano-Suiza 6Pa
  - F.202 - version à moteur Salmson 9AC
  - F.203 - version à moteur Lorraine 5Pc
  - F.204 - version à moteur Lorraine 5PB
  - F.205 - version à moteur Hispano-Suiza 6Pa
  - F.206 - semblable au F.202, mais avec une cabine fermée[5]
- Farman F.222 - quadrimoteur bombardier lourd (1932)
- Farman F.223 - quadrimoteur bombardier lourd (1937)
- Farman F.230 - avion de tourisme monomoteur (1930)[6]
  - Farman F.231
  - Farman F.232[7]
  - Farman F.233
  - Farman F.234
  - Farman F.235
  - Farman F.236
  - Farman F.237
  - Farman F.238
  - Farman F.239
  - Farman F.350 version du Farman F.230 avec moteur Renault
  - Farman F.351
  - Farman F.352
  - Farman F.353
  - Farman F.354
  - Farman F.355
  - Farman F.356
  - Farman F.357
  - Farman F.358
  - Farman F.359
  - Farman F.360 autre version du Farman F.230
  - Farman F.361
- Farman F.270 - hydravion bombardier (1934)
- Farman F 402 (en) - avion utilitaire 3 places (1933)
- Farman F.430 - bimoteur
- Farman NC.470 - hydravion de reconnaissance côtière et d'entraînement (6 places) six-seat (1938)
- Farman NC.471 - hydravion de reconnaissance côtière et d'entraînement (1938)
- Farman 500 Monitor I - avion d'entraînement (1952)

## Prix
Au Grand Prix de Monaco de 1912, les appareils des frères Farman vont s'illustrer : Jules Fischer finissant à la première place avec un biplan Henry Farman à moteur Gnome Gamma de 78 ch et Eugène Renaux, à la deuxième place, avec un biplan Maurice Farman à moteur V8 Renault de 78 ch.